# 源隆保
源 隆保（みなもと の たかやす）は、平安時代後期から鎌倉時代前期にかけての貴族・武士。村上源氏、三河守・源師経の子。官位は正四位下・左馬頭。

## 経歴
治部少輔を経て、元暦2年（1185年）一条能保から讃岐守の官職を譲られた。建久5年（1194年）には能保の推挙で左馬頭に任官する。
当時の征夷大将軍であった源頼朝とは従兄弟に当たり、建久6年（1195年）に頼朝が東大寺再建供養に出席するために上洛して六波羅の邸に入った際には、隆保は頼朝と対面して贈り物をしたという。その後に行われた頼朝の石清水八幡宮等参詣の折にも隆保はこれに供奉した。
建久10年（1199年）に頼朝が死去すると、頼朝の信頼厚かった一条能保・高能の一派により権大納言・源通親の殺害が企てられる。しかしやがて発覚し、2月14日に左衛門尉・後藤基清、同・中原政経、同・小野義成らが捕縛された（三左衛門事件）。すると隆保も12日に自邸に武士を集めて謀議を行っていたとして出仕を停められ、さらには左馬頭の官職を解かれて5月21日に土佐国に流刑となった。
建仁3年（1203年）6月25日に本位に復されたというが、その後の消息は不明。